# Remi Andersen
Remi Andersen (ur. 16 lipca 1973) – norweski biegacz narciarski, dwukrotny medalista mistrzostw świata juniorów. Po raz pierwszy na arenie międzynarodowej pojawił się w marcu 1992 roku, startując na mistrzostwach świata juniorów w Vuokatti. Zajął tam 25. miejsce w biegu na 10 km techniką klasyczną oraz 32. miejsce w biegu na 30 km stylem dowolnym. Podczas rozgrywanych rok później mistrzostw świata juniorów w Harrachovie zwyciężył w sztafecie, był drugi na 30 km stylem dowolnym oraz czwarty w biegu na 10 km klasykiem.
W Pucharze Świata zadebiutował 11 lutego 1995 roku w Oslo, zajmując 57. miejsce na dystansie 50 km stylem klasycznym. Pierwsze pucharowe punkty zdobył blisko rok później, 4 lutego 1996 roku w Reit im Winkl, zajmując piąte miejsce w sprincie stylem dowolnym. Był to jego najlepszy wynik w zawodach tego cyklu. W klasyfikacji generalnej sezonu 1995/1996 zajął ostatecznie 59. miejsce. Nigdy nie wziął udziału w mistrzostwach świata ani igrzyskach olimpijskich.

## Osiągnięcia

### Mistrzostwa świata juniorów
| Miejsce | Dzień    | Rok  | Miejscowość | Konkurs                 | Wynik     | Strata  | Zwycięzca            |
| ------- | -------- | ---- | ----------- | ----------------------- | --------- | ------- | -------------------- |
| 25.     | 18 marca | 1992 | Vuokatti    | 10 km stylem klasycznym | 25:11,9   | +1:36,4 | Mathias Fredriksson  |
| 32.     | 22 marca | 1992 | Vuokatti    | 30 km stylem dowolnym   | 1:19:15,7 | +8:51,4 | Mathias Fredriksson  |
| 4.      | 2 marca  | 1993 | Harrachov   | 10 km stylem klasycznym | 30:46,5   | +51,4   | Mathias Fredriksson  |
| 1.      | 4 marca  | 1993 | Harrachov   | Sztafeta 4x10 km        | 2:00:20,1 | -       | -                    |
| 2.      | 6 marca  | 1993 | Harrachov   | 30 km stylem dowolnym   | 1:15:36,3 | +24,8   | Kjetil Juul Pedersen |

### Puchar Świata

#### Miejsca w klasyfikacji generalnej
- sezon 1995/1996: 59.
- sezon 1996/1997: 101.
- sezon 1998/1999: 59.
- sezon 1999/2000: 101.
- sezon 2001/2002: 64.
- sezon 2004/2005: 65.

#### Miejsca na podium w zawodach chronologicznie
Andersen nie stał na podium indywidualnych zawodów Pucharu Świata.